# Vera Farmiga
Pour les articles homonymes, voir Farmiga.
Vera Farmiga, née le 6 août 1973 à Clifton, dans le New Jersey, aux (États-Unis), est une actrice, productrice et directrice artistique américaine.
Elle est révélée durant les années 2000 par ses prestations dans les films Les Infiltrés (2006), In the Air (2009), et Source Code (2011).
Durant la décennie suivante, elle s'impose surtout comme une figure des univers d'épouvante : Joshua (2007), Esther (2009), puis en incarnant Lorraine Warren dans la trilogie horrifique Conjuring (2013-2021). Parallèlement, elle joue la mère de Norman Bates dans la série télévisée Bates Motel (2013-2017). Ces rôles lui valent d'être considérée comme une scream queen des temps modernes,,.

## Biographie

### Jeunesse et formation
Vera Ann Farmiga est née le 6 août 1973 à Clifton, dans le New Jersey, aux (États-Unis), de parents ukrainiens. Sa mère, Lubomyra Farmiga (née Spas) est institutrice et son père, Mykhailo Farmiga, est analyste de systèmes et paysagiste. Elle a un frère aîné, Victor, et cinq autres frères et sœurs, Stephan, Nadia, Alexander, Laryssa, et Taissa. Elle grandit dans une communauté insulaire américaine d'ukrainiens à Irvington. Elle n'apprend à parler anglais qu'à l'âge de six ans en rentrant à la maternelle. À l'âge de douze ans, elle déménage avec sa famille dans la communauté du Whitehouse Station.
Durant son adolescence, Vera Farmiga fréquente la St. John the Baptist Ukrainian Catholic School, un établissement scolaire ukrainien catholique. Pour combler son temps libre, elle part en tournée avec un groupe de danse folk ukrainien, Syzokryli, joue du piano et est scoute.
En 1991, Farmiga est diplômée du lycée  Hunterdon Central Regional High School. Durant sa première année dans cet établissement, une amie la convainc d'auditionner pour la production scolaire de la pièce The Vampire, écrite par James Robinson Planché, et elle obtient le rôle principal. Après cela, elle se découvre une passion pour la comédie et, bien qu'elle ait initialement décidé d'être ophtalmologiste, part étudier les arts du spectacle à l'université de Syracuse, de laquelle elle est diplômée en 1995. Durant ses études, elle fait la rencontre de Taye Diggs.

### Carrière

#### Débuts d'actrice
En février 1996, Vera Farmiga interprète Miranda dans la production du American Conservatory Theater de la pièce La Tempête. Elle joue également dans plusieurs autres productions en tant que membre du Barrow Group, une prestigieuse compagnie de théâtre à New York. Farmiga fait ses débuts à Broadway avec le rôle de Emmi Straube dans la pièce de Ronald Harwood, Taking Sides.
En avril 1997, la comédienne interprète Emily Elliot dans le téléfilm du réseau CBS, Rose Hill. Elle joue ensuite le rôle de Catlin dans la série télévisée de la chaîne Fox, Roar, la légende de Conor, aux côtés de l'acteur australien Heath Ledger. La série fut cependant annulée après une seule saison de treize épisodes, faute d'audiences.
En 1998, Vera Farmiga apparaît en tant qu'invitée dans la série télévisée de la chaîne NBC, New York, police judiciaire, où elle interprète Lindsay Carson, la fille d'une meurtrière condamnée. La même année, elle donne corps au personnage de Kerrie, et se fait remarquer, dans le thriller Loin du paradis. Elle apparaît également dans la série télévisée Trinity le temps d'un épisode.
En 2000, l'actrice interprète le rôle secondaire de Lisa Tyler dans le drame Un automne à New York. Elle joue ensuite, dans le drame criminel Les Opportunistes, Miriam Kelly, la fille du personnage de Christopher Walken.
En 2001, elle prête ses traits à Daphne Handlova, une immigrante tchèque, dans le thriller d'action 15 minutes, aux côtés du célèbre acteur américain Robert De Niro. Le film est un succès au box-office. Elle joue la même année dans le western Dust dans le rôle de Amy. L'actrice intègre ensuite le casting principal de la série télévisée dramatique de NBC, Undercover, en tant que Alex Cross. Mais c'est un nouvel échec car le programme est arrêté après une seule et unique saison. Plus tard dans l'année, Farmiga interprète la Reine Joséphine, la belle-mère de Blanche-Neige, dans le téléfilm Snow White: The Fairest of Them All aux côtés de Kristin Kreuk.

#### Rôles principaux et révélation critique

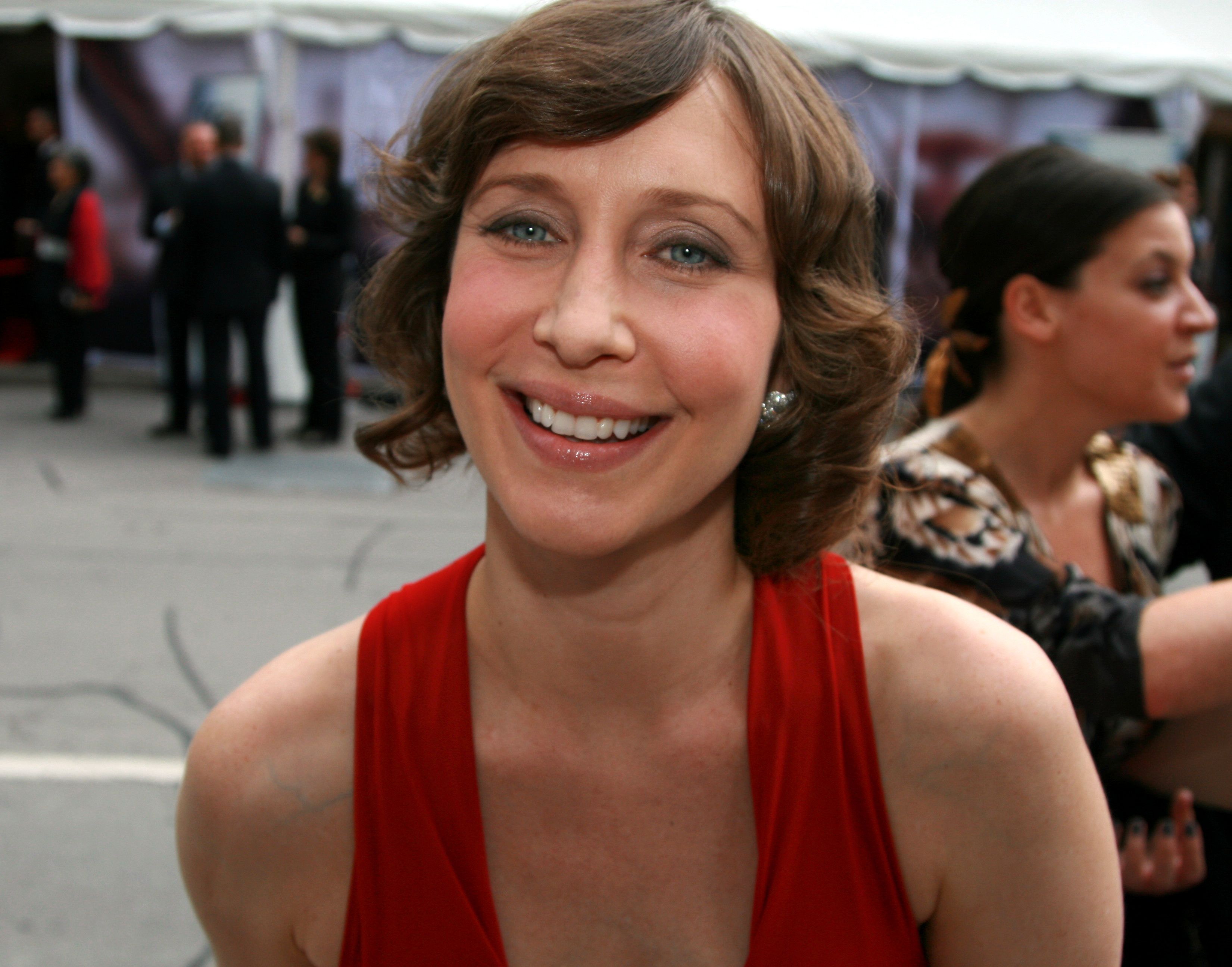
Lors du Festival international du film de Toronto 2008 pour la présentation du film Le Prix du silence.

En 2002, l'actrice décroche son premier rôle principal au cinéma dans le film dramatique Love in the Time of Money dans le rôle de Greta. En juin de la même année, elle interprète Helen dans la pièce Under the Blue Sky de David Eldridge. L'année suivante, elle apparaît dans la comédie dramatique Dummy dans le rôle de Lorena Fanchetti.
En 2004, l'actrice interprète une mère junkie, Irene Morrison, dans le drame indépendant Down to the Bone. Son interprétation lui permet de remporter le Prix spécial du jury lors du Festival du film de Sundance et le long métrage est salué par la presse.
Elle joue ensuite, dans le film dramatique de HBO, Iron Jawed Angels, le rôle de Ruza Wenclawska, une suffragette polonaise-américaine, aux côtés de l'actrice américaine Anjelica Huston. La comédienne prête également ses traits au détective Susan Branca dans l'adaptation américaine de la série télévisée britannique de drame criminel, Les Forces du mal. La série, n'ayant bénéficié que d'une seule saison, reçoit des critiques positives. Plus tard dans l'année, l'actrice obtient le rôle de Jocelyne Jordan dans le thriller politique Un crime dans la tête, aux côtés de l'actrice américaine Meryl Streep. Le film reçoit des critiques positives.

En 2005, l'actrice joue le personnage de Eleanna dans le drame fantastique Neverwas, mais c'est l'année suivante qu'elle se fait connaître auprès du monde entier. Avant cela, elle est membre du jury lors du Festival du film de Sundance. Puis, elle auditionne pour le rôle de Vesper Lynd dans Casino Royale mais le rôle est finalement attribué à Eva Green.

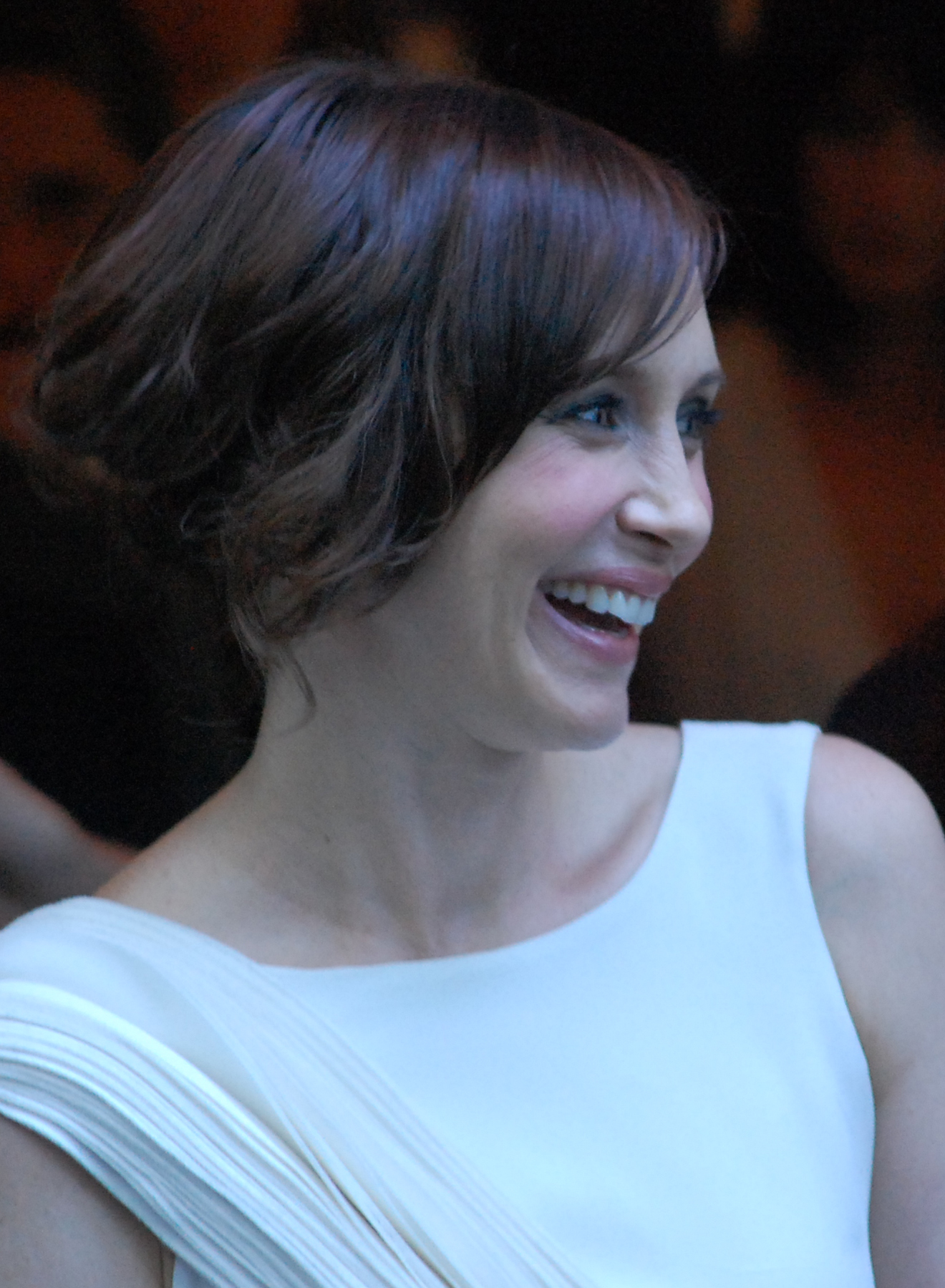
L'actrice à la première de Up in the Air au Festival international du film de Toronto 2009.

En 2006, elle apparaît en tant que la psychologue Dr. Madolyn Madden dans le film Les Infiltrés, aux côtés de Leonardo DiCaprio et Matt Damon. Le film rencontre un large succès, remportant plusieurs prix, et permettant à Farmiga d'être nommée pour l'Empire Award de la révélation féminine. L'actrice donne ensuite corps à Teresa Gazelle dans le thriller criminel La peur au ventre. Plus tard dans l'année, elle joue une prostituée européenne dans le crime romantique Par effraction. Elle campe également le personnage du Dr. Charlie Brooks dans le film The Hard Easy.
En 2007, Vera Farmiga décroche son second rôle principal au cinéma, Sophie Lee, dans le drame romantique Never Forever. Sa performance est particulièrement remarquée et l'actrice est alors qualifiée de « meilleure actrice américaine » par le critique de films américain G. Allen Johnson. Farmiga campe ensuite le personnage de Abby Cairn dans le thriller psychologique Joshua. La même année, Cate Blanchett lui est préférée afin d'incarner Jude Quinn dans I'm Not There.

En 2008, l'actrice interprète Fiona Ankany dans le drame Quid Pro Quo, où sa performance est aussi félicitée. En septembre de la même année sort le film dramatique britannique Le Garçon au pyjama rayé, dans lequel Farmiga prête ses traits à Elsa « Mère » Hoess. Le film, tiré du roman du même nom, est agréablement reçu par les critiques. Farmiga remporte même le British Independent Film Awards de la meilleure actrice. Elle joue ensuite Natalia dans le drame de guerre britannique-russe In Tranzit. Son rôle suivant est celui d'Erica Van Doren dans le thriller politique Le prix du silence. Sa performance lui vaut une nomination pour le Critics' Choice Movie Award de la meilleure actrice secondaire.

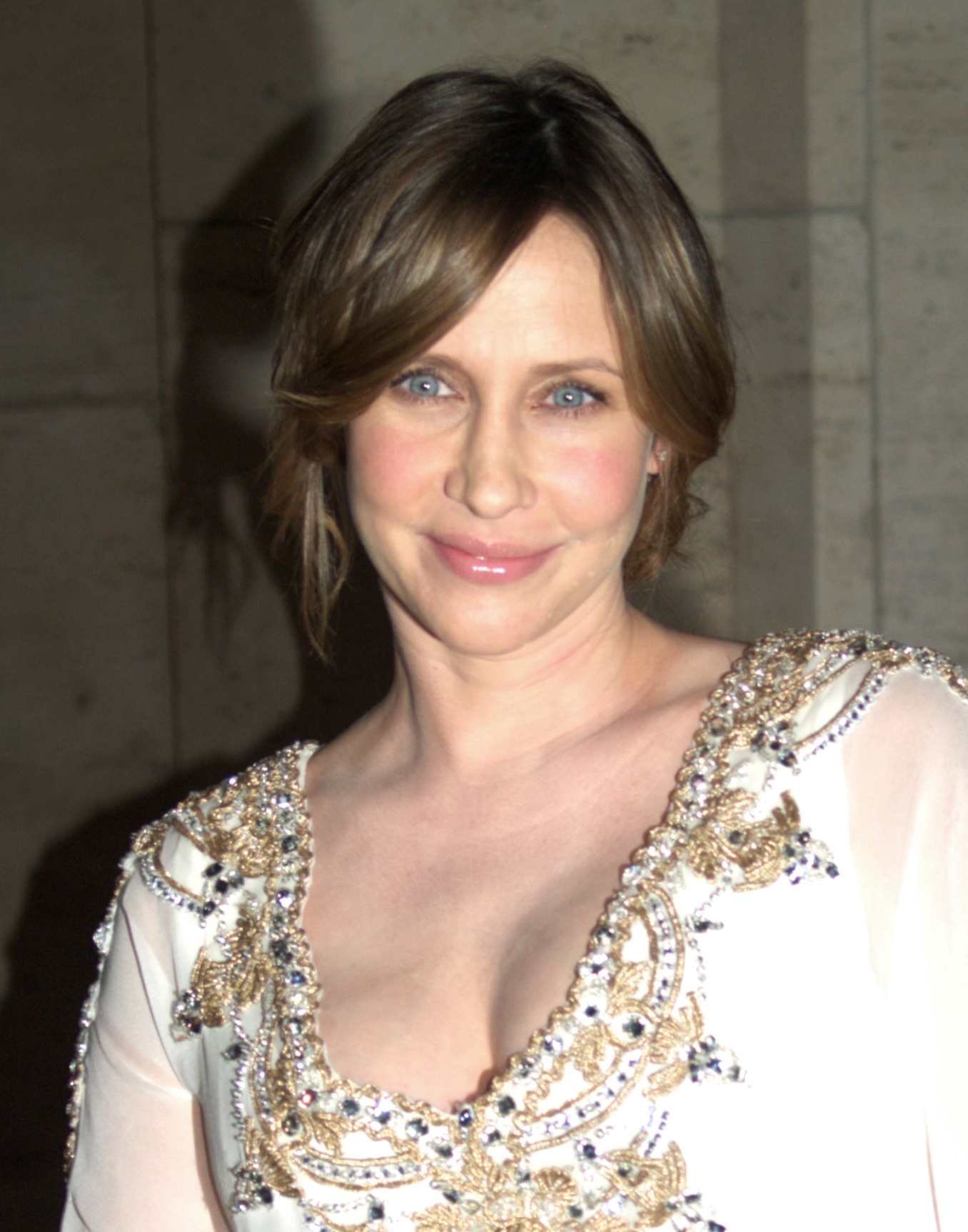
L'actrice au Met Opera 2010.

En 2009, Vera Farmiga interprète Kate Coleman dans le thriller psychologique à succès Esther. Elle signe une nouvelle performance saluée par les critiques.
L'actrice apparaît ensuite en tant que Aurora de Valday dans le drame romantique A Heavenly Vintage. Elle joue également dans Up in the Air, une comédie dramatique qui est un succès, dans le rôle de Alex Goran. Vera Farmiga est ainsi nommée pour l'Oscar de la meilleure actrice dans un second rôle et pour l'Actor de la meilleure actrice secondaire mais aussi le BAFTA Award de la meilleure actrice dans un rôle secondaire ou encore le Golden Globe de la meilleure actrice dans un second rôle. En octobre de la même année, la comédienne rejoint le casting de la comédie romantique surréaliste Henry's Crime dans le rôle de Julie Ivanova

#### Confirmation et fiction d'épouvante

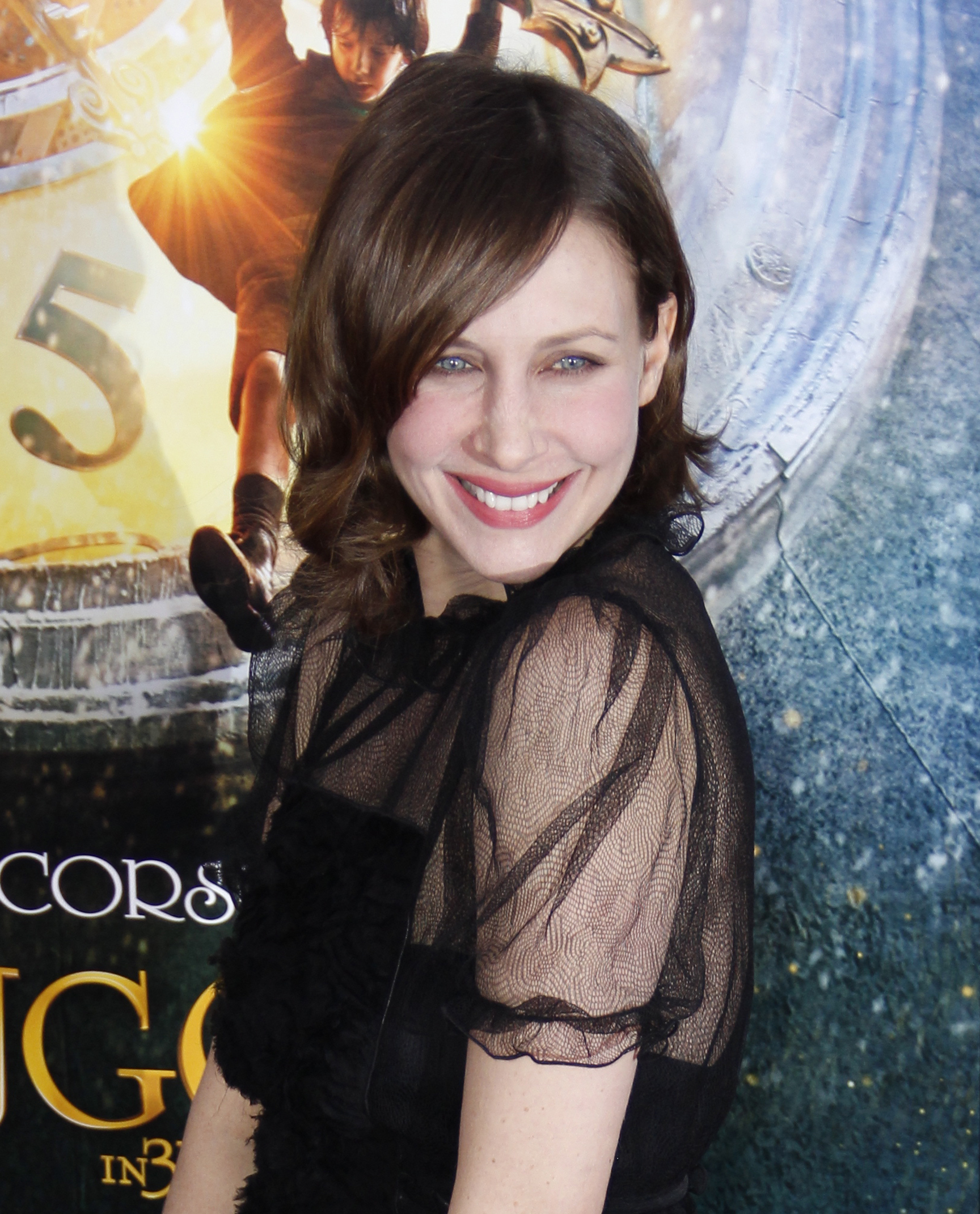
En 2011, lors de l'avant-première à New York du film Hugo Cabret.

En 2011, l'actrice donne corps à Colleen Goodwin dans le thriller de science-fiction Source Code. La même année, les rôles principaux des films W.E. et Machine Gun Preacher furent proposés à l'actrice mais elle les refusa du fait de sa grossesse. Farmiga fait malgré tout ses débuts derrière la caméra en tant que réalisatrice du drame Higher Ground et y interprète Corinne Walker. Sa plus jeune sœur, Taissa, connue pour ses multiples rôles dans la série télévisée d'anthologie horrifique American Horror Story, y joue Corinne plus jeune. Elle fut nommée pour son jeu d'actrice et son travail de directrice notamment par les Gotham Awards pour des débuts en tant que directrice et pour le Satellite Award de la meilleure actrice. En effet, cette première réalisation est saluée par la critique.
La même année, elle est choisie pour incarner Wallis Simpson dans W.E. de Madonna. Elle fait la rencontre de la chanteuse mais est finalement obligée d'abandonner à cause de sa seconde grossesse. Elle est alors remplacée par Andrea Riseborough. Pour les mêmes raisons, elle doit décliner le rôle de Lynn Childers dans Machine Gun qui revient à Michelle Monaghan.

En 2012, elle joue le rôle de Wendy Whitman dans la comédie dramatique indépendante Goats, aux côtés de l'acteur américain Ty Burrell. La même année, elle interprète Catherine Linklater dans le thriller d'action Sécurité rapprochée.

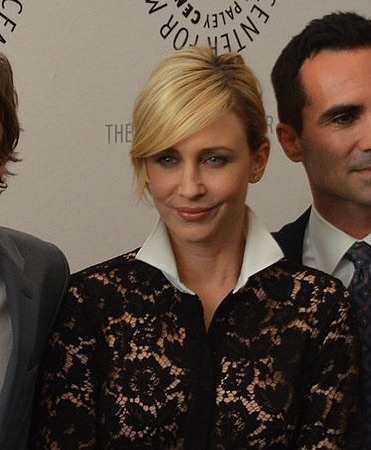
Vera Farmiga lors d'un panel pour la série télévisée Bates Motel aux côtés de l'acteur Nestor Carbonell, en 2013.

En 2013, Vera Farmiga fait ses retours à la télévision en interprétant Norma Louise Bates, la mère de Norman Bates, dans la série télévisée de la chaîne A&E, Bates Motel. La série sert de préquel contemporain au film d'horreur d'Alfred Hitchcock, Psychose. Pour sa performance dans la série, elle remporta de nombreuses récompenses dont le Saturn Award de la meilleure actrice de télévision et le People's Choice Award du public pour la meilleure actrice sur une chaîne de télévision câblée de 2016. Elle reçut aussi des nominations lors de cérémonies prestigieuses, en étant notamment en lice pour le Critics' Choice Television Award de la meilleure actrice dans une série télévisée dramatique et pour le Primetime Emmy Award de la meilleure actrice dans une série télévisée dramatique. En parallèle de jouer un des rôles principaux, Farmiga devient productrice exécutive de la série de sa deuxième à sa cinquième et dernière saison.
La même année, la comédienne joue le rôle de la médium Lorraine Warren dans le premier volet de la franchise de films d'horreurs Conjuring : Les Dossiers Warren, qui fut un incroyable succès. C'est alors la consécration pour l'actrice qui remporte notamment le MTV Movie Award pour la meilleure performance effrayante dans un film. Vera Farmiga reprend ainsi son rôle dans la suite, Conjuring 2 : Le Cas Enfield, qui confirme cet engouement.
Actrice éclectique, elle connait un autre succès, à cette période, lorsqu'elle est à l'affiche de la comédie romantique Middleton dans laquelle elle partage la vedette aux côtés d'Andy García. Une production qui lui permet de remporter le prix de la meilleure actrice lors du Festival du film de Boston.
En 2014, l'actrice joue le rôle de Alice Bercovich dans la comédie dramatique roumaine-américaine Closer to the Moon. Elle est ensuite au casting du drame Le Juge, se mettant pour ce film dans la peau du personnage de Samantha Powell. Ce fut un succès.
En 2016, elle prête ses traits à Eleanor Finch dans la comédie Special Correspondents. Elle apparaît également dans la comédie dramatique d'aventure Burn Your Maps en tant que Alise Firth. Elle joue le Dr. Nora Phillips dans le court-métrage The Escape, aux côtés de Dakota Fanning.

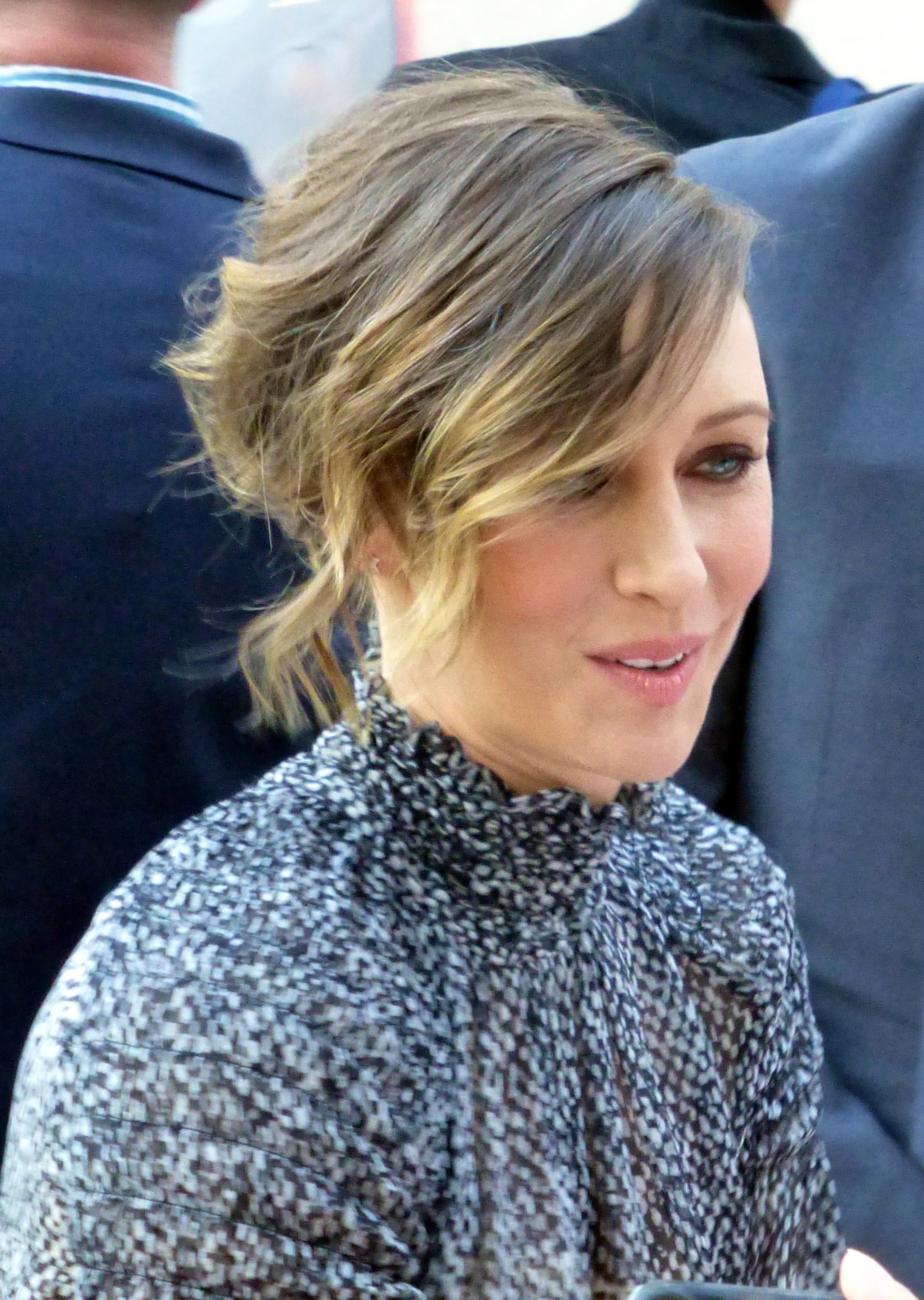
Lors de l'avant-première du film Le Juge, au Festival international du film de Toronto 2014.

En 2017, Vera Farmiga joue le rôle principal du film dramatique Boundaries, Laura. En mai, il est annoncé qu'un rôle dans la septième saison de la série d'anthologie américaine horrifique American Horror Story lui a été offert, mais elle décline finalement la proposition. Elle refuse aussi le rôle de Milada Horáková dans un film biographique qui lui est dédié, un rôle qui reviendra à l'actrice israélienne Ayelet Zurer.
En 2018, elle est à l'affiche du thriller d'action The Passenger, ce qui lui permet de tourner à nouveau sous la direction de Jaume Collet-Serra, quasiment dix ans après le succès de leur première collaboration, Esther.
En juillet 2018, elle intègre le casting de la mini-série de Netflix, Dans leur regard, elle y incarne Elizabeth Lederer. La série s'attaque à l'une des affaires judiciaires les plus compliquées des années 1980 aux U.S.A avec le viol présumé d'une joggeuse à Central Park et l'arrestation de plusieurs hommes noirs qui en découle. Ce programme est largement plébiscité par la critique,,,, et lui vaut sa seconde proposition pour un Emmy Awards, cette fois-ci dans la catégorie de la meilleure actrice dans un second rôle dans une mini-série ou un téléfilm.
En 2019, elle est l'héroïne du troisième volet de la franchise de film MonsterVerse, Godzilla 2 : Roi des monstres et elle est aussi à l'affiche du thriller de science-fiction Captive State. En 2021 Vera Farmiga réapparaît dans Conjuring : The Devil Made Me Do It , et prépare Conjuring : Last Rites qui sera le dernier Conjuring de la saga Conjuring,
En 2024 elle se lance dans la musique en tant que chanteuse du groupe The Yagas qu'elle forme avec son mari (Renn Hawkey, ex-membre de Deadsy) notamment.

### Vie privée
Vera Farmiga est chrétienne. Dans une interview pour Christianity Today datant d'août 2011, l'actrice déclare « J'ai grandi dans une famille ukrainienne catholique convertie au christianisme non dénominationnel. Mon père m'a toujours appris à définir Dieu à ma façon, à définir la sainteté comme je l'entends. C'était la leçon numéro un aux yeux de nos parents ».
À propos de sa famille, Farmiga ajoute « Je ne me suis pas sentie assez chez moi où que ce soit pour fréquenter une église locale régulièrement. Nous sommes constamment en déplacement, nous voyageons sans arrêt. C'est pourquoi pour nous, Dieu se trouve dans les temples, dans les églises, et sur les bancs des parcs. Je n'appartiens à aucune église en particulier, je suis capable de me rendre dans n'importe quel lieu de culte et d'avoir un rapport direct avec Dieu ».

## Théâtre
Sauf indication contraire ou complémentaire, les informations mentionnées dans cette section proviennent de la base de données IBDb.
- 1995 : The Seagull : Nina Zarechnaya (John F. Kennedy Center for the Performing Arts[25])
- 1996 : Taking Sides : Emmi Straube / Tamara Sachs (Brooks Atkinson Theatre)
- 1996 : The Tempest : Miranda (American Conservatory Theater, San Francisco[25])
- 1996 : Good : Anne Hartman (Off-Broadway[25])
- 1997 : Second-Hand Smoke : Linda (Off-Broadway[25])
- 2002 : Under the Blue Sky : Helen (Williamstown Theatre Festival, Massachusetts[25])

## Filmographie

### Cinéma

#### Longs métrages
- 1998 : Loin du paradis de Joseph Ruben : Kerrie
- 2000 : Les Opportunistes de Myles Connell : Miriam Kelly
- 2000 : Un automne à New York de Joan Chen : Lisa Tyler
- 2001 : 15 minutes de John Herzfeld : Daphne Handlova
- 2001 : Dust de Milcho Manchevski : Amy
- 2002 : Love in the Time of Money de Peter Mattei : Greta
- 2002 : Dummy de Greg Pritikin : Lorena
- 2004 : Down to the Bone de Debra Granik : Irene Morrison
- 2004 : Mind the Gap de Eric Shaeffer : Allison Lee
- 2004 : Un crime dans la tête de Jonathan Demme : Jocelyne Jordan
- 2005 : Neverwas de Joshua Michael Stern : Eleanna
- 2006 : La Peur au ventre de Wayne Kramer : Teresa Gazelle
- 2006 : Par effraction de Anthony Minghella : Oana
- 2006 : Les Infiltrés de Martin Scorsese : Madolyn Madden
- 2006 : The Hard Easy de Ari Ryan : Dr Charlie Brooks
- 2007 : Never Forever de Gina Kim : Sophie Lee
- 2007 : Joshua de George Ratliff : Abby Cairn
- 2008 : Quid Pro Quo de Carlos Brooks : Fiona Ankany
- 2008 : In Tranzit de Tom Roberts : Dr. Natalia
- 2008 : Le Garçon au pyjama rayé de Mark Herman : Elsa Hoess
- 2008 : Le Prix du silence de Rod Lurie : Erica Van Doren
- 2009 : Esther de Jaume Collet-Serra : Kate Coleman
- 2009 : In the Air de Jason Reitman : Alex Goran
- 2009 : The Vintner's Luck (A Heavenly Vintage) de Niki Caro : Aurora de Valday
- 2010 : Braquage à New York de Malcolm Venville : Julie Ivanova
- 2011 : Higher Ground d'elle-même : Corinne Walker
- 2011 : Source Code de Duncan Jones : Colleen Goodwin
- 2012 : Goats de Christopher Neil : Wendy Whitman
- 2012 : Sécurité rapprochée de Daniel Espinosa : Catherine Linklater
- 2013 : Middleton de Adam Rodgers : Edith Martin
- 2013 : Conjuring : Les Dossiers Warren de James Wan : Lorraine Warren
- 2014 : Closer to the Moon de Nae Caranfil : Alice Bercovich
- 2014 : Le Juge de David Dobkin : Samantha Powell
- 2016 : Special Correspondents de Ricky Gervais : Eleanor Finch
- 2016 : Conjuring 2 : Le Cas Enfield de James Wan : Lorraine Warren
- 2018 : Burn Your Maps de Jordan Roberts : Alise Firth
- 2018 : The Passenger (The Commuter) de Jaume Collet-Serra : Joanna
- 2018 : Boundaries de Shana Feste : Laura Jaconi
- 2018 : The Front Runner de Jason Reitman : Oletha "Lee" Hart
- 2018 : La Nonne (The Nun) de Corin Hardy : Lorraine Warren
- 2018 : Skin de Guy Nattiv : Shareen
- 2019 : Captive State de Rupert Wyatt : Jane Doe
- 2019 : Godzilla 2 : Roi des monstres Godzilla:  King of the Monsters)d e Michael Dougherty : Dr Emma Russell
- 2019 : Annabelle : La Maison du mal (Annabelle Comes Home) de Gary Dauberman : Lorraine Warren
- 2021 : Conjuring : Sous l'emprise du Diable (The Conjuring : The Devil Made Me Do It) de Michael Chaves : Lorraine Warren
- 2021 : Many Saints of Newark - Une histoire des Soprano (The Many Saints of Newark) d'Alan Taylor : Livia Soprano
- 2023 : La Nonne : La Malédiction de Sainte-Lucie : Lorraine Warren (caméo post-générique)
- 2023 : Ezra de Tony Goldwyn : Grace
- 2025 : Conjuring : L'Heure du jugement (The Conjuring: The Last Rites) de Michael Chaves : Lorraine Warren

#### Courts métrages
- 1998 : The Butterfly Dance de Max Reynal : Diane
- 2016 : The Escape de Neill Blomkamp : Dr. Nora Phillips

### Télévision

#### Séries télévisées
- 1997 : Roar, la légende de Conor : Caitilin
- 1998 : New York, police judiciaire (Law and Order): Lindsay Carson
- 1998 : Trinity : Allison
- 2001 - 2002 : Undercover : Alex Cross
- 2004 : Les Forces du mal (Touching Evil) : Détective Susan Branca
- 2013 - 2017 : Bates Motel : Norma Louise Bates (également productrice exécutive de 40 épisodes)
- 2018 : Electric Dreams : La candidate
- 2019 : Dans leur regard (When They See Us) : Elizabeth Lederer
- 2021 : Halston : Adele
- 2021 : Hawkeye : Eleanor Bishop
- 2022 : Five Days at Memorial : Dr Anna Pou

#### Téléfilms
- 1997 : Rose Hill de Christopher Cain : Emily Elliot
- 2001 : Snow White : The Fairest of Them All de Caroline Thompson : Reine Joséphine
- 2004 : Volonté de fer (Iron Jawed Angels) de Katja von Garnier : Ruza Wenclawska

## Distinctions

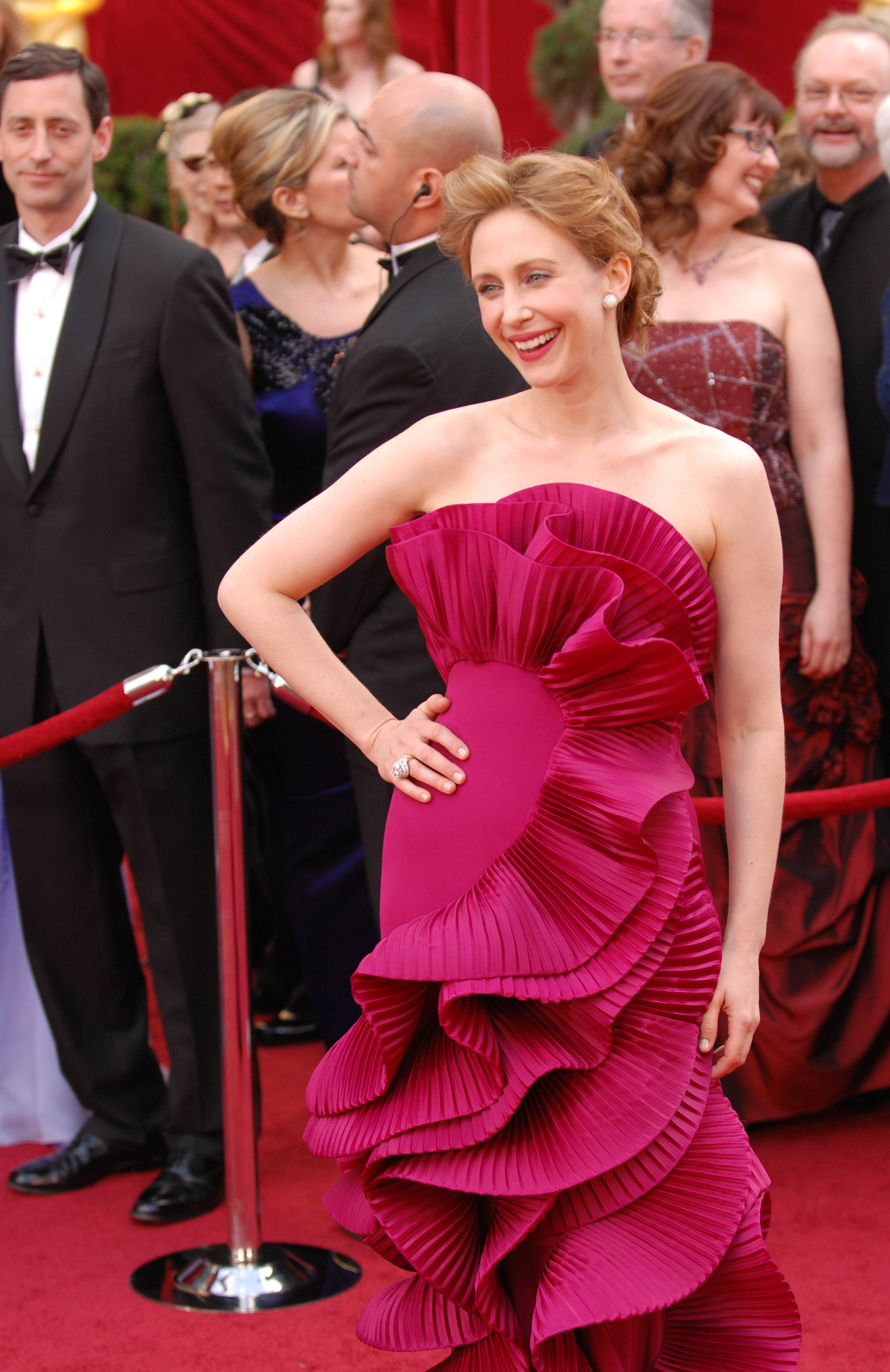
L'actrice aux Oscars 2010, nommée dans la catégorie Meilleure actrice dans un second rôle pour le film In the Air.

Note : Cette section récapitule les principales récompenses et nominations obtenues par Vera Farmiga. Pour une liste plus complète, se référer au site IMDb.

## Voix francophones
De la fin des années 1990, à la fin des années 2000, Vera Farmiga est doublée par plusieurs actrices en version française. Si Florence Dumortier la double à deux reprises dans Undercover et Les Forces du mal, elle est doublée à titre exceptionnel par Marie-Frédérique Habert dans Roar, la légende de Conor, Marjorie Frantz dans Loin du paradis, Laurence Bréheret dans Un automne à New York, Larissa Cholomova dans Par effraction, Audrey Lamy dans Les Infiltrés, Déborah Perret dans La Peur au ventre, Sophie Landresse dans Joshua, Guylaine Gibert dans Le Prix du silence ou encore Rafaèle Moutier dans Le Garçon au pyjama rayé.
La doublant en 2009 dans  Esther, Ivana Coppola devient au cours des années 2010 sa voix la plus régulière. Elle double notamment l'actrice dans l'univers cinématographique Conjuring, Le Juge, Godzilla 2 : Roi des monstres, Halston, Many Saints of Newark, ou encore Hawkeye.
La doublant en 2004 dans Un crime dans la tête, Virginie Méry la retrouve entre 2009 et 2019 dans In the Air, Sécurité rapprochée et Captive State. Depuis 2013, Laurence Dourlens la double de manière occasionnelle, étant sa voix dans Bates Motel, Special Correspondents et Dans leur regard. Déborah Perret  la retrouve dans Source Code, tandis qu'elle est doublée par Marie-Madeleine Burguet-Le Doze dans Braquage à New York, Josiane Pinson dans Philip K. Dick's Electric Dreams et Valérie Lemaitre dans Skin.
En version québécoise, Anne Dorval double l'actrice dans New York en automne, Le Candidat Mandchou, Rien que la vérité, Le Refuge et Dernier arrêt tandis que Camille Cyr-Desmarais la double dans  Traqué, Agents Troubles, La Conjuration, sa suite et Le Juge. Elle est également doublée par  Valérie Gagné dans L'Orpheline et Code Source, ainsi que par Christine Bellier dans 15 minutes.